# Мандусово (Псковская область)
Мандусово — деревня в Великолукском районе Псковской области России. Входит в состав Шелковской волости.

## География
Расположена в центре района, к востоку от границы райцентра Великие Луки, к югу от волостного центра Шелково.

## Население
| 2001 | 2002 | 2010 |
| ---- | ---- | ---- |
| 95   | ↘88  | ↗134 |

Численность населения деревни по оценке на начало 2001 года составляла 95 жителей.